# Taarup Kirke (Nyborg Kommune)
 For alternative betydninger, se Taarup Kirke (flertydig). (Se også artikler, som begynder med Taarup Kirke)
Taarup Kirke er kirken i Tårup Sogn i Nyborg Kommune.

## Eksterne kilder og henvisninger
- Taarup Kirke hos KortTilKirken.dk